# 대한의원
대한의원(大韓醫院)은 1907년에 대한제국 내부 소관의 서양식 병원인 광제원, 학부 소관인 의학교부속병원, 그리고 궁내부 소관인 대한국적십자병원을 통합, 설립되었으며, 의정부 직속으로 운영된 국내 최고의 의료기관이었다. 대한의원의 편제는 치료부, 의육부, 위생시험부로 구성되어, 지금의 대학병원(University Hospital)의 기능을 대신했다.

## 역사

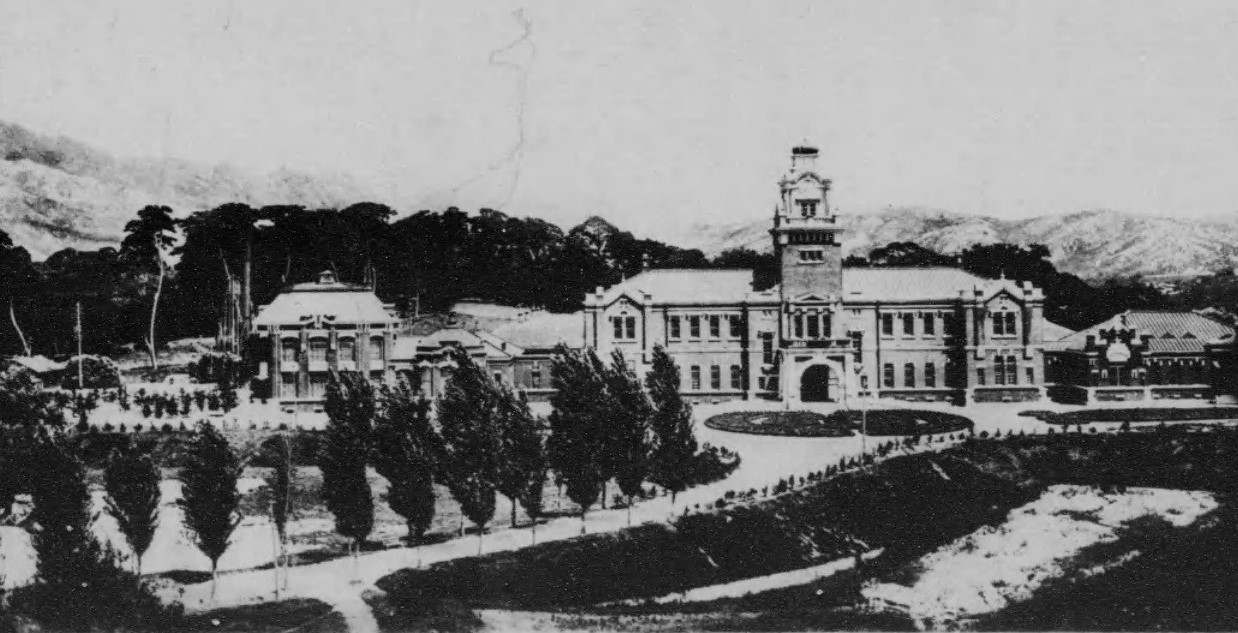
완공 직후의 모습

대한의원은 기존 광제원에서 개원했다가 1908년 준공된 본 건물로 이전했다. 이 건물이 위치한 곳은 마두봉 언덕(마등산)이다. 이곳은 일찍이 창경궁의 외원이었던 함춘원이 있던 장소이며, 창경궁을 조망할 수 있는 유서 깊은 곳이었다. 이 함춘원지에 1764년 사도세자의 사당인 수은묘를 북부 순화방으로부터 옮겨왔으며, 1776년 정조가 즉위하여 수은묘를 경모궁으로 개칭했다.
을사조약으로 통감부를 설치한 이토 히로부미는 조선에 중앙의료시설을 통합할 계획을 세웠다. 당시까지 한양에는 한성병원, 적십자병원, 광제원, 의학교 부속병원이 있었는데 '시정개선'을 위해 이들을 통합해 "모범 대병원"을 설립하자는 것이 골자였다. 이토의 추천을 받은 육군 군의 총감 사토 스스무(佐藤進)가 '대한의원 창립의원회'를 조직하여 의원의 설립을 주도하였다. 지부는 함춘원과 마두봉 언덕, 책응소에 민유지를 붙여서 결정하였다. 처음 건물은 마두봉 언덕과 책응소에만 들어섰다.
대한의원 본관은 1907년 3월 착공되어 1908년 11월 준공되었으며, 이후 부속 건물이 세워졌다. 대한의원은 1910년 일제의 한국 강점 이후 조선총독부의원으로 되었다가, 1928년 경성제국대학 의학부 부속의원으로 개편되었다. 1945년 광복 이후에는 서울대학교 부속병원이 되었다.
1978년 서울대학교병원 신관이 개원함에 따라 본관 주변의 건물들은 1978~1979년에 모두 철거되었다. 본관 건물은 용도 변경되어 병원연구소로 사용되었으며, 1981년 보수공사를 하였다. 서울대학교병원 의학박물관으로 활용되고 있다.

## 건물의 특징

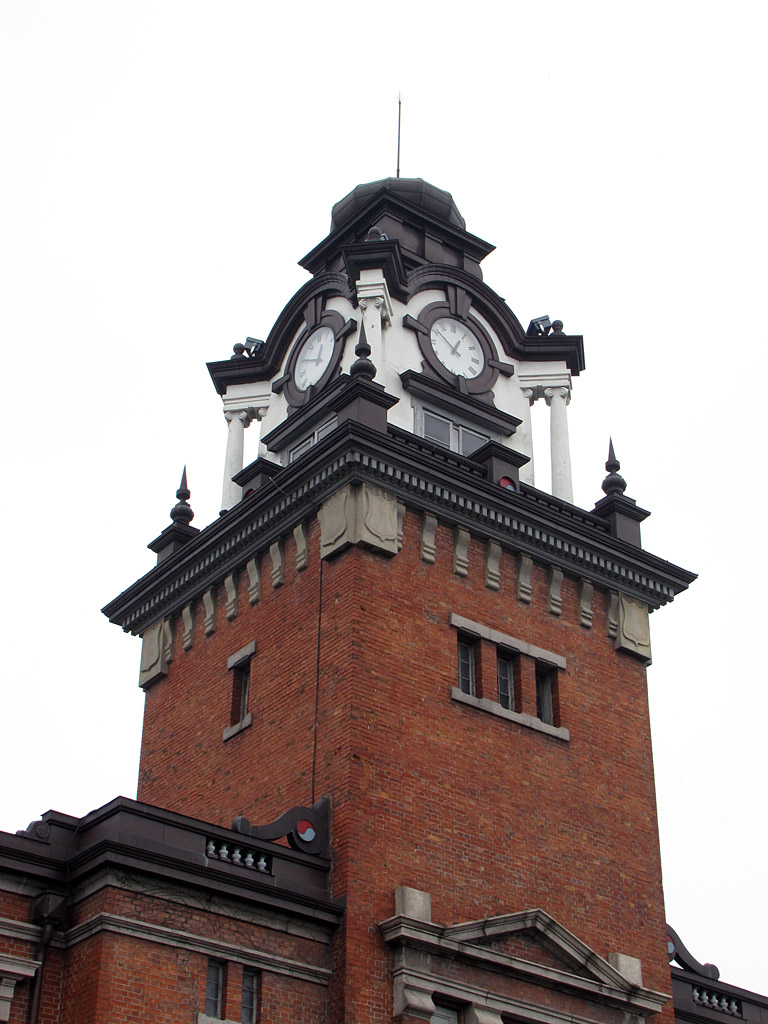
건물 중앙의 시계탑

대한의원 본관은 지상 2층, 연면적 1,636.37m2(495평)으로 세워졌고, 이후 연면적 1,500평 규모의 병동 7동·해부실·의학교 등이 건립되었다. 탁지부(度支部) 건축소에서 설계와 감독을 담당하였으며, 건축소 기사(技師)인 야바시 겐키치(失矯賢吉)가 설계를 주관하였다.
본관 건물은 정면과 후면이 각각 완전 대칭으로 건축되었다. 적벽돌과 화강암을 주요 자재로 썼고, 지붕은 동판을 덮었다. 형태는 기념성이 강조되는 고전주의적인 특성을 가진다. 건물 중앙에는 시계탑과 현관 포치가 있다. 현관 포치는 석조 아치형 개구부로 되어 있으며, 자동차가 직접 진입 진입할 수 있도록 되어 있다. 시계탑은 상부와 하부로 구성되었는데, 하부는 적벽돌 벽면과 코너의 장식기둥으로 단순하게 처리되었으며, 상부는 둥근 지붕(bulbous dome)을 중심으로 화려한 장식으로 처리되었다.
이 건물은 조선은행 본관, 동양척식주식회사 건물과 함께 1900년대 초 서울의 3대 명물로 손꼽혔다. 또한, 1900년대 초기 한국에서 건립된 양식 건물 중에서 고전주의양식에 충실하며, 정교한 벽돌조 구조와 섬세한 장식수법으로 역사적인 가치가 큰 것으로 평가되고 있다.

## 시계탑과 탑시계

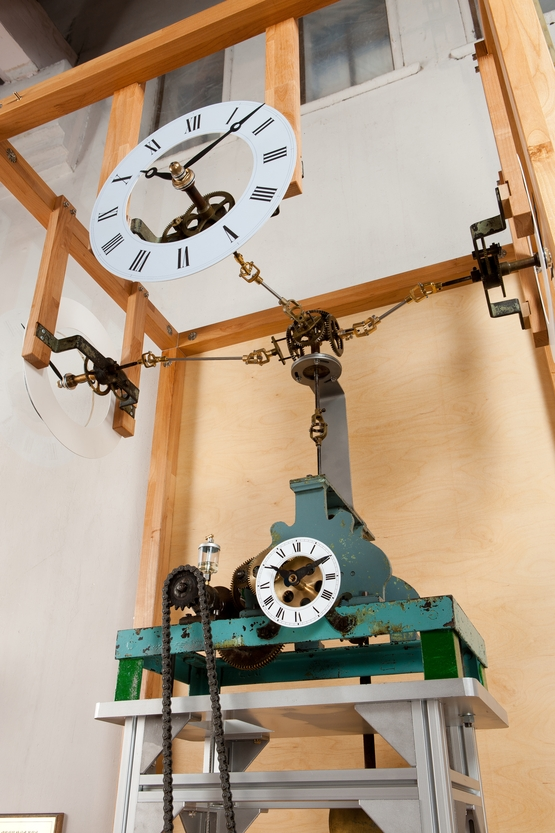
대한의원 탑시계의 기계식 무브먼트(2014년 5월 전시를 위해 복원 수리한 모습)

대한의원의 시계탑은 현재 한국에 남아 있는 가장 오래된 서양식 시계탑이다. 1880년대 말 경복궁 내 건청궁의 관문각(觀文閣)과 집옥재(集玉齎) 사이에 서양식 시계탑이 있었다는 기록이 있으나 오늘날 남아있지 않다. 그 뒤 1901년 종로 한성전기회사 사옥에도 시계탑이 설치되었는데, 전기회사답게 전기 모터로 구동되는 시계를 설치하였다. 이 건물은 뒷날(1915-1929) 종로경찰서 등으로 쓰이기도 했으나 1936년 철거되었고 시계탑도 이 때 함께 철거되었다. 대한의원 시계탑은 한국에 세 번째로 설립된 시계탑이자, 현존하는 가장 오래된 시계탑이다.
대한의원 탑시계는 대한의원 건립 계획의 일환으로 설치되어 1908년 대한의원 건물 낙성과 함께 작동을 시작한 것으로 보인다. 한국에 현존하는 가장 오래된 대형 공공 탑시계이며, 전기를 사용하지 않는 100% 기계식 시계로는 유일하게 남아 있는 것이다. 몇 차례의 수리를 겪었으나 1970년대 초에는 정상 작동이 어려울 정도로 노후하였는데, 서울대학교병원 신본관 신축을 계기로 1979-1980년 사이 시계탑의 시계를 전자식으로 교체하면서 원래의 기계식 무브먼트는 퇴역하였다. 기계식 무브먼트는 시계탑 안에 보존되어 있다가 2014년 서울대학교병원 제15대 원장단이 조성한 기금으로 복원 수리를 거쳐 일반에 공개되었다. 시계의 복원과 수리는 대한민국시계명장 정윤호가 담당하였다.
대한의원 탑시계는 19세기 말 대형 탑시계의 전형적인 구조를 갖추고 있다. 철근으로 만든 평판 프레임(flatbed frame) 구조 위에 모시계(master clock)이 올라가 있으며, 이 모시계는 감아올린 추가 낙하하면서 동력을 얻는다. 탈진기는 핀휠 탈진기(pinwheel escapement)를 채택하고 있다. 모시계의 운동은 사면기어(bevel gear)의 조합을 통해 동, 서, 남 3면의 자시계(slave clocks)로 전달된다. 북면(현재의 본관 방향)에는 자시계가 없었으나 전자식 시계로 교체하는 과정에서 북측면에도 시계가 증설되었다.
시계의 주요 부품은 황동제이며 매우 정밀하게 가공되어 있다. 제조사를 확정할 수 있는 단서는 없으나, 부품의 규격이 인치(inch) 단위라는 점, 시계의 철근 프레임에 도먼-롱(Dorman Long)이라는 영국 철강회사명이 적혀있는 점, 구동축의 가운데가 두툼한 점으로 인해 대한의원측은 영국제로 추정한다.

## 참고 자료
- 본 문서에는 서울특별시에서 지식공유 프로젝트를 통해 퍼블릭 도메인으로 공개한 저작물을 기초로 작성된 내용이 포함되어 있습니다.